# Pyong Lee
Jaime Young-Lae Cho (hangul: 하이메 조영래; rr: Haime Jo Yeong-lae; São Paulo, 23 de setembro de 1992), mais conhecido pelo seu nome artístico Pyong Lee, é um ilusionista, mágico, hipnólogo e youtuber coreano-brasileiro.
Pyong Lee possui um canal no YouTube dedicado à hipnose, que conta com mais de oito milhões de inscritos. Em 2018, foi selecionado para a lista Under 30, da revista Forbes Brasil, que reúne 90 personalidades destacadas com menos de 30 anos.

## Biografia

### 1992-2014: Infância e primeiras participações na TV
Pyong Lee nasceu na cidade de São Paulo, em 23 de setembro de 1992. Seu pai era um imigrante sul-coreano que conheceu sua mãe no Brasil. Segundo a narrativa de um dos vídeos de seu canal, intitulado "HISTÓRIA da minha VIDA", quando tinha nove anos de idade, Pyong viu sua mãe partir de casa após uma discussão com seu pai e, desde então, ele não a viu mais. Na mesma época, seu pai perdeu o emprego após ser traído pelo sócio e entrou em depressão profunda, falecendo aos 35 anos de idade em 5 de fevereiro de 2005. Vivendo em condições precárias, Pyong e seus dois irmãos mais novos, Felipe e Thiago, passaram a ser criados pelos avós e, posteriormente, pelo seu tio. A morte precoce do seu pai foi um dos motivos por que Pyong começou a ajudar pessoas com depressão.
Na adolescência, demonstrou vocação pela dança e depois pela mágica, ganhando o festival da rede do Colégio Objetivo durante três anos seguidos com apresentações de breakdance e mágica. Sua primeira participação na televisão foi em 2009, no Programa Silvio Santos. Posteriormente, passou a se apresentar em diversos outros programas de televisão, como Programa do Ratinho, Domingão do Faustão, Hebe, Programa da Sabrina, Legendários, Pânico na Band, Custe o Que Custar e Eliana.

### 2014-presente: Ascensão profissional e reconhecimento
Pyong formou-se em Direito na Universidade Paulista por influência da família, que esperava que ele seguisse uma profissão que proporcionasse estabilidade financeira. Antes de trabalhar com internet, Pyong teve uma experiência frustrante como corretor de imóveis.
Após demonstrar interesse por hipnose, na qual se especializou, passou a gravar vídeos com diversos convidados famosos em seu canal no YouTube e a gerenciar um centro de hipnose clínica chamado Quasar Institute. Em 2018, foi considerado como um dos jovens mais influentes e bem sucedidos do Brasil antes dos 30 anos de idade, pela revista Forbes.
Em 2020, foi um dos selecionados para participar da 20.ª temporada do reality show Big Brother Brasil, na TV Globo, fazendo parte do grupo de famosos convidados pela produção. No reality show, Pyong foi o oitavo eliminado da disputa, com 51,70% dos votos ao enfrentar os participantes Babu Santana e Rafa Kalimann. No reality, chegou a ser chamado de participante "mais soberbo" de todos os tempos, após protagonizar cenas com o Felipe Prior, o qual afirmou que Pyong é "arrogante, orgulhoso e excessivamente seguro de si mesmo". Pyong rebateu Felipe afirmando que o engenheiro é "fraco e burro". Após ser eliminado, chegou a ser ameaçado de morte por fãs de Felipe Prior pelo Twitter. Em 2021, foi confirmado como um dos 16 participantes do talent show Bake Off Celebridades, no SBT, terminando em 3.º lugar na disputa.
Em março de 2020, Bianca Andrade — uma das participantes da vigésima temporada do reality show Big Brother Brasil — afirmou que Pyong Lee a teria assediado e a outras duas colegas de confinamento. No mês anterior à afirmação, a Polícia Civil do Estado do Rio de Janeiro já havia informado que fora feito um registro para apuração do comportamento do hipnólogo durante sua participação no reality. O comportamento do youtuber foi comentado pelo Felipe Neto — colega de profissão de Pyong — e criticado pelo público. Em nota, a assessoria de imprensa do ilusionista disse que "todas as pessoas envolvidas deixaram claro que não se sentiram incomodadas".
No dia 27 de maio de 2021, foi confirmado como um dos 13 participantes do novo reality show Ilha Record, na RecordTV, ficando em 2.° lugar na competição.

## Vida pessoal
Pyong casou-se com a influenciadora digital Sammy Lee em 2019, com quem teve um filho chamado Jake, nascido no dia 16 de fevereiro de 2020, enquanto ele ainda estava confinado no Big Brother Brasil 20. No dia 20 de julho de 2021, Sammy anunciou a separação do casal, diante de uma suposta traição de Pyong no Ilha Record. Em 20 de outubro de 2021, ambos anunciaram em suas contas pessoais do Instagram que haviam reatado o casamento. Em 22 de fevereiro de 2022, Sammy e Pyong anunciaram a separação pela segunda vez em suas contas pessoais do Instagram.

## Filmografia

### Filme
| Ano  | Título                | Papel | Notas          | Ref. |
| ---- | --------------------- | ----- | -------------- | ---- |
| 2017 | Meus 15 Anos: O Filme | Fábio | Longa-metragem |      |

### Televisão
| Ano  | Título                | Papel          | Notas                       | Ref.   |
| ---- | --------------------- | -------------- | --------------------------- | ------ |
| 2016 | Entubados             | Participante   | Temporada 1                 | [ 30 ] |
| 2017 | Câmeras Escondidas    | Melancia (voz) | Episódio: "Frutas Falantes" | [ 31 ] |
| 2020 | Big Brother Brasil    | Participante   | Temporada 20                | [ 32 ] |
| 2021 | Bake Off Celebridades | Participante   | Temporada 1                 | [ 33 ] |
| 2021 | Ilha Record           | Participante   | Temporada 1                 | [ 23 ] |

### Internet
| Ano           | Título         | Papel                       | Notas   | Ref. |
| ------------- | -------------- | --------------------------- | ------- | ---- |
| 2014–presente | Pyong Lee      | Apresentador                | YouTube |      |
| 2017–18       | FitDance Stars | Participante (Vice-Campeão) | YouTube |      |

### Videoclipe
| Ano  | Título          | Artista  | Notas       | Ref.   |
| ---- | --------------- | -------- | ----------- | ------ |
| 2012 | Hey DJ ft. Pjay | Bia Boss | Soundz Team | [ 34 ] |

## Livros
- Hipnose: Descubra o poder da sua mente. Editora Outro Planeta Brasil (2018), ISBN 978-8542213331.
- Desvendando a mente. Editora PInguim (2021) ISBN 978-1234567897.

## Prêmios e indicações
| Ano  | Prêmio            | Categoria                           | Indicação                             | Resultado |
| ---- | ----------------- | ----------------------------------- | ------------------------------------- | --------- |
| 2020 | Prêmio Área VIP   | Melhor Participante de Reality Show | Pyong Lee                             | Indicado  |
| 2020 | Prêmio Área VIP   | Melhor Canal do YouTube             | Pyong Lee                             | Venceu    |
| 2020 | Prêmio Área VIP   | Fofura do Ano                       | Jake (filho de Pyong Lee e Sammy Lee) | Indicado  |
| 2021 | Digital Awards BR | Influencer                          | Pyong Lee                             | Venceu    |
| 2024 | Prêmio iBest      | Influenciador São Paulo             | Pyong Lee                             | Pendente  |
| 2024 | Prêmio iBest      | Influenciador Twitter               | Pyong Lee                             | Pendente  |
| 2024 | Prêmio iBest      | Reality Star                        | Big Brother Brasil                    | Pendente  |

### Homenagens
- Em 2016, virou personagem na edição 39 "Chico e o Adversário Misterioso" da coleção Chico Bento Moço.[40]

### Outras honras
- Em 2018, eleito pela revista Forbes Brasil, na lista "Under 30", o destaque na categoria Web.[41]